# Vasboldogasszony, Zala
Vasboldogasszony  este un sat în districtul Zalaegerszeg, județul Zala, Ungaria, având o populație de 620 de locuitori (2011). 

## Demografie
Componența etnică a satului Vasboldogasszony
     Maghiari (98,28%)
     Romi (1,72%)
Componența confesională a satului Vasboldogasszony
     Romano-catolici (83,39%)
     Necunoscută (15,16%)
     Alte religii (1,45%)
Conform recensământului din 2011, satul Vasboldogasszony avea 620 de locuitori. Din punct de vedere etnic, majoritatea locuitorilor (98,28%) erau maghiari, cu o minoritate de romi (1,72%).  Din punct de vedere confesional, majoritatea locuitorilor (83,39%) erau romano-catolici. Pentru 15,16% din locuitori nu este cunoscută apartenența confesională.